# Tony Arbolino
Tony Arbolino, né le 3 aout 2000 à Garbagnate Milanese, est un pilote de vitesse moto italien.

## Statistiques

### Par saison
(Mise à jour après le Grand Prix moto d'Argentine 2023)
| Sais   | Cat.  | Moto  | Course | Vict | Pod | Pole | M.tour | Pts   | Class |
| ------ | ----- | ----- | ------ | ---- | --- | ---- | ------ | ----- | ----- |
| 2017   | Moto3 | Honda | 18     | 0    | 0   | 0    | 0      | 2     | 34e   |
| 2018   | Moto3 | Honda | 18     | 0    | 0   | 2    | 1      | 57    | 18e   |
| 2019   | Moto3 | Honda | 19     | 2    | 7   | 3    | 0      | 175   | 4e    |
| 2020   | Moto3 | Honda | 14     | 1    | 5   | 1    | 0      | 170   | 2nd   |
| 2021   | Moto2 | Kalex | 18     | 0    | 0   | 0    | 0      | 51    | 14e   |
| 2022   | Moto2 | Kalex | 20     | 3    | 5   | 0    | 2      | 191.5 | 4e    |
| 2023 * | Moto2 | Kalex | 2      | 1    | 2   | 0    | 0      | 41 *  | 1er * |
| Total  |       |       | 109    | 7    | 19  | 6    | 3      | 687.5 |       |

*Saison en cours

### Par catégorie
(Mise à jour après le Grand Prix moto d'Argentine 2023)
| Catégorie | Saison    | 1er GP   | 1er Podium | 1er victoire | Courses | Victoires | Podiums | Pole | M.Tour | Points | Titres |
| --------- | --------- | -------- | ---------- | ------------ | ------- | --------- | ------- | ---- | ------ | ------ | ------ |
| Moto3     | 2017-2020 | QAT 2017 | ARG 2019   | ITA 2019     | 69      | 3         | 12      | 6    | 1      | 404    | 0      |
| Moto2     | 2021-...  | QAT 2021 | AME 2022   | AME 2022     | 40      | 4         | 17      | -    | 2      | 283,5  | 0      |
| Total     | 2017-...  |          |            |              | 109     | 7         | 19      | 6    | 3      | 687,5  | 0      |

### Par course
| Sais   | Cat   | Moto  | 1      | 2      | 3      | 4       | 5       | 6      | 7       | 8       | 9       | 10     | 11      | 12     | 13      | 14     | 15     | 16      | 17      | 18      | 19      | 20    | 21 | Clas  | Pts   |
| ------ | ----- | ----- | ------ | ------ | ------ | ------- | ------- | ------ | ------- | ------- | ------- | ------ | ------- | ------ | ------- | ------ | ------ | ------- | ------- | ------- | ------- | ----- | -- | ----- | ----- |
| 2017   | Moto3 | Honda | QAT 24 | ARG 14 | AME 20 | SPA 23  | FRA 22  | ITA 21 | CAT 24  | NED Ab. | GER Ab. | CZE 16 | AUT 17  | GBR 25 | RSM Ab. | ARA 26 | JPN 23 | AUS 18  | MAL 22  | VAL 25  |         |       |    | 34e   | 2     |
| 2018   | Moto3 | Honda | QAT 17 | ARG 10 | AME 20 | SPA Ab. | FRA 7   | ITA 7  | CAT Ab. | NED 17  | GER 17  | CZE 15 | AUT 9   | GBR C  | RSM 11  | ARA 16 | THA 14 | JPN 6   | AUS Ab. | MAL 8   | VAL Ab. |       |    | 18e   | 57    |
| 2019   | Moto3 | Honda | QAT 16 | ARG 3  | AME 6  | SPA 17  | FRA Ab. | ITA 1  | CAT Ab. | NED 1   | GER 15  | CZE 3  | AUT 2   | GBR 2  | RSM 3   | ARA 10 | THA 10 | JPN Ab. | AUS 9   | MAL 9   | VAL Ab. |       |    | 4e    | 175   |
| 2020   | Moto3 | Honda | QAT 15 | SPA 3  | ANC 10 | CZE 8   | AUT 7   | STY 2  | RSM 6   | EMR 11  | CAT 2   | FRA 2  | ARA DNS | TER 10 | EUR 4   | VAL 1  | POR 5  |         |         |         |         |       |    | 2e    | 170   |
| 2021   | Moto2 | Kalex | QAT 16 | DOA 11 | POR 16 | SPA 21  | FRA 4   | ITA 7  | CAT 13  | GER 16  | NED Ab. | STY 17 | AUT 13  | GBR 18 | ARA 9   | RSM 15 | AME 6  | EMI Ab. | ALR 20  | VAL 23  |         |       |    | 14e   | 51    |
| 2022   | Moto2 | Kalex | QAT 5  | IND 8  | ARG 6  | AME 1   | POR Ab. | SPA 3  | FRA Ab. | ITA 4   | CAT 10  | GER 10 | NED 7   | GBR 12 | AUT Ab. | RSM 7  | ARA 5  | JPN 6   | THA 1   | AUS Ab. | MAL 1   | VAL 3 |    | 4e    | 191,5 |
| 2023 * | Moto2 | Kalex | POR 3  | ARG 1  | AME 2  | ESP 4   | FRA 1   | ITA    | ALL     | NED     | GBR     | AUT    | CAT     | RSM    | IND     | JPN    | IND    | AUS     | THA     | MAL     | QAT     | VAL   |    | 1er * | 99 *  |

*Saison en cours

## Palmarès

### Victoires en Moto3: 3
| Année | Lieu du Grand Prix                           | Circuit            | Ville   |
| ----- | -------------------------------------------- | ------------------ | ------- |
| 2019  | Grand Prix moto d'Italie                     | Circuit du Mugello | Mugello |
| 2019  | Grand Prix moto des Pays-Bas                 | TT Circuit Assen   | Assen   |
| 2020  | Grand Prix moto de la Communauté valencienne | Circuit de Valence | Valence |

### Victoires en Moto2: 5
| Année | Lieu du Grand Prix            | Circuit                          | Ville               |
| ----- | ----------------------------- | -------------------------------- | ------------------- |
| 2022  | Grand Prix moto des Amériques | Circuit des Amériques            | Austin              |
| 2022  | Grand Prix moto de Thaïlande  | Circuit international de Buriram | Buriram             |
| 2022  | Grand Prix moto de Malaisie   | Circuit international de Sepang  | Sepang              |
| 2023  | Grand Prix moto d'Argentine   | Autódromo Termas de Río Hondo    | Termas de Río Hondo |
| 2023  | Grand Prix moto de France     | Circuit Bugatti                  | Le Mans             |

## Distinction
- Médaille d'argent du mérite sportif décernée par le Comité olympique national italien [1]